# Oscar di Brema
Oscar, Anscario od Ansgario (Amiens, 8 settembre 801 – Brema, 3 febbraio 865), è stato monaco benedettino a Corbie e poi a Corvey. Fu il primo missionario cristiano presso le popolazioni delle attuali Danimarca e Svezia e divenne prima arcivescovo di Amburgo e poi anche di Brema. Fu canonizzato da papa Niccolò I ed è quindi venerato come santo dalla Chiesa cattolica.

## Biografia
Nato ad Amiens in Piccardia, entrò come monaco nell'abbazia di Corbie dove venne educato: venne poi inviato a Corvey come direttore della scuola dell'omonima abbazia, fondata dagli abati Adalardo e Wala. Fu proprio l'abate Wala che lo inviò nell'826 ad evangelizzare la Danimarca, ma ebbe scarsi risultati; acquistò poi notorietà per aver cristianizzato la Scandinavia, in particolare la Svezia. Nominato vescovo di Amburgo da papa Gregorio IV, divenne legato pontificio per la Svezia e la Danimarca. Passò gli ultimi anni della sua vita a Brema, dove morì.
Nella cattedrale di Brema sono conservati alcuni frammenti di un libro illustrato che presenta scene della vita di Gesù: si tratta di una Biblia pauperum, un tipo di testo che potrebbe essere stato inventato dallo stesso Sant'Oscar.
Secondo il calendario della Chiesa cattolica, sant'Oscar si festeggia il 3 febbraio.

## Genealogia episcopale e successione apostolica
La genealogia episcopale è:
- Vescovo Drogone di Metz
- Arcivescovo Oscar di Brema

La successione apostolica è:
- Vescovo Gosberto di Osnabrück (845)

## Reliquie
Le reliquie si trovano ad Amburgo in due chiese: Cattedrale di Santa Maria (Germ.: Domkirche St. Marien) e Chiesa parrocchiale di San Oscar e San Bernardo (Germ:. Pfarrkirche St. Ansgar und St. Bernhard).